# Parteòlla
Il Parteòlla è una regione storica della Sardegna sud-orientale.
Il territorio corrisponde a quello della curatoria di Dolia del Giudicato di Cagliari. 
Il nome Parteolla deriva dal fatto che la Curatoria (o parte) di Dolia era detta anche parte Olla.
Situata nel Basso Campidano, ha come capoluogo Dolianova e anticamente è stata anche sede della diocesi (diocesi di Dolia).